# 穆罕默德-礼萨·巴列维社会主义

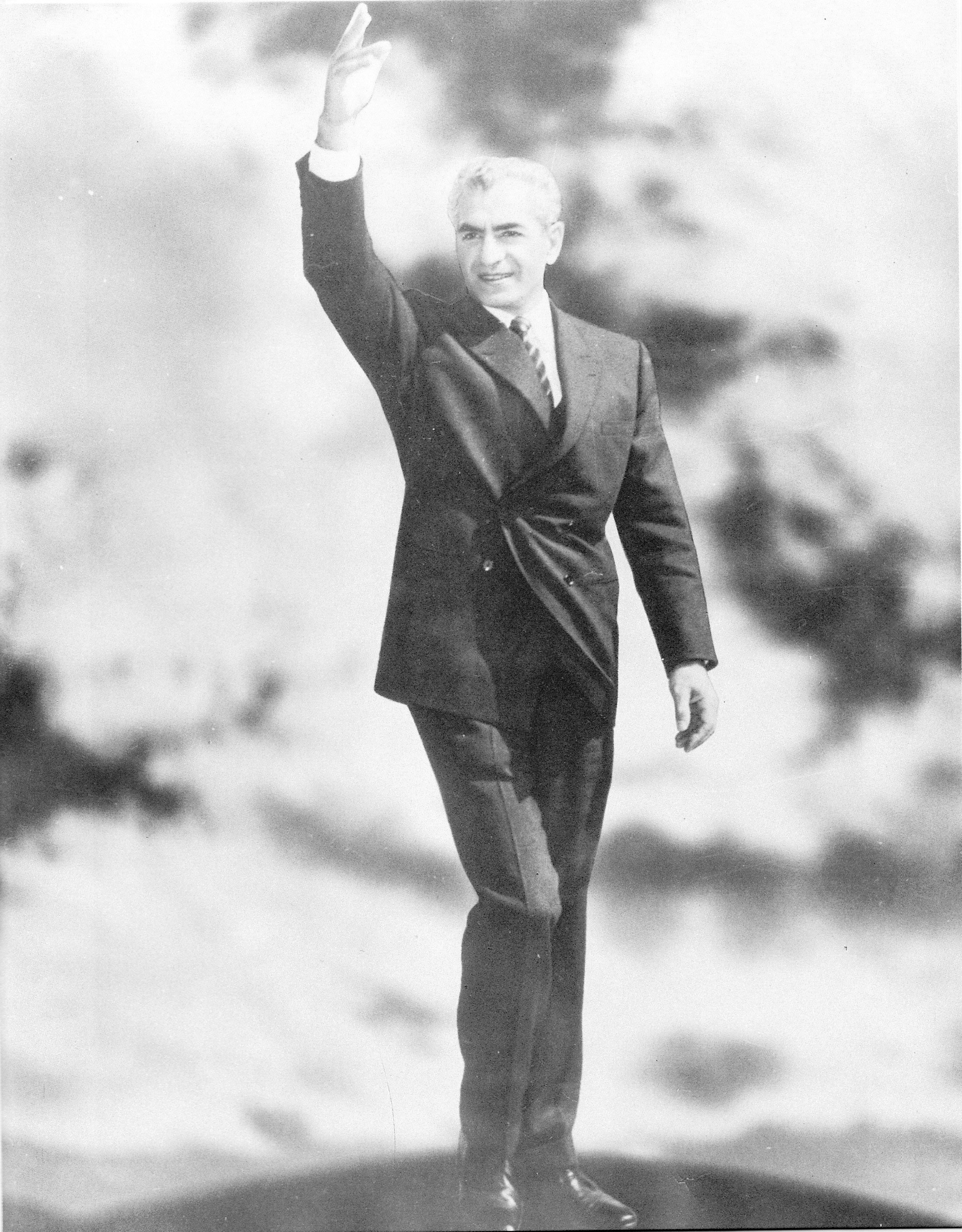
穆罕默德-礼萨·巴列维

穆罕默德-礼萨·巴列维社会主义（波斯語：سوسیالیسم محمدرضا پهلوی），又称白色革命社会主义（یا سوسیالیسم انقلاب سفید،），据伊朗沙阿穆罕默德-礼萨·巴列维称是在伊朗经济中创建和实施的社会主义版本。巴列维认为这是唯一成功的社会主义版本，并在描述自己政府的经济政策时（特别是在白色革命后）经常使用相关术语。鉴于在那个时期，不同的左翼或社会主义学派通常支持加强公共部门并通过国有化或委员会控制经济来实现社会平衡和增加社会公正的政策，这个术语的使用似乎是为了指示巴列维政府的某些经济措施和决策，旨在加强公共部门并增加更多社会平衡。这种措施的著名例子包括国有化森林和牧场，工厂工人利润参与，推广和加强免费教育，为母亲和两岁以下的婴儿供应免费营养午餐，以及覆盖所有伊朗人的社会保险。

## 术语起源
尽管与左翼派别发生冲突，巴列维在多个不同场合自称有社会主义和左翼倾向。例如，他曾经自称“比左派更左”。 此外，在一次采访中，他强调自己在白色革命中创造了一个名为“白色革命社会主义”的社会主义新版本，优于其他社会主义版本。

在采访的某个部分，奥里亚娜·法拉奇问巴列维： 
“您是说，从某种意义上讲您是社会主义者，而且您的社会主义要比斯堪的纳维亚的社会主义更先进、更现代化？” 
巴列维回答道：
“肯定是这样。因为他们的社会主义是保障那些不劳动的人到月底照样跟劳动的人一起领取工资的制度。而我的白色革命的社会主义是刺激劳动的。这是新颖的、有独到见解的社会主义。”